# Фанданго (фільм)
Фанданго (англ. Fandango) — американська кінокомедія 1985 року.

## Сюжет
П'ятеро друзів, які закінчили коледж, вирушають в подорож перед тим, як їх заберуть до армії і відправлють воювати до В'єтнаму. Вони їдуть через Техас, щоб наостанок розкопати закопану пляшку вина, яку закопали в дні коли гуляли разом і обіцяли розкопати в момент, коли в житті відбудеться щось надзвичайне.

## У ролях
| Актор                | Роль           |
| -------------------- | -------------- |
| Кевін Костнер        | Гарднер Барнс  |
| Джадд Нельсон        | Філ Гікс       |
| Сем Робардс          | Кеннет Воггнер |
| Чак Буш              | Дорман         |
| Брайан Сесак         | Лестер Гріффін |
| Марвін Дж. Макінтайр | Трумен Спаркс  |
| Сьюзі Еміс           | дівчина        |
| Гленн Гедлі          | Треліс         |
| Пепе Серна           | механік        |
| Елізабет Дейлі       | Джуді          |

## Цікаві факти
Це перша режисерська робота Кевіна Рейнольдса: зі своєї 20-хвилинної дипломної роботи він зробив повнометражну картину на замовлення самого Стівена Спілберга.